# Севастопољ
Севастопољ (рус. Севастополь, укр. Севастополь, кт. Aqyar) највећи је град на полуострву Крим. Налази се на обали Црног мора. Севастопољ је под фактичком контролом Русије, а суверенитет над градом је предмет спора између Русије и Украјине. Према руском гледишту, Севастопољ је град са федералним статусом у оквиру Русије (у саставу Јужног федералног округа), док према украјинском гледишту, град има специјални статус у оквиру Украјине.
Од 1997. град је био заједничка база руске и украјинске Црноморске флоте.
Према процени из 2012. у граду је живело 340.559 становника. Од тога су око 74% Руси и 21% Украјинци. У граду живи око 30.000 руских официра и морнара са члановима породица.
Руска флота је највећи послодавац у граду. Она обезбеђује 25% градског буџета. Само за закуп луке Русија је годишње плаћала Украјини 97 милиона $.

## Порекло имена
У прошлости се овде налазила мала татарска тврђава под именом Ахтиаром. На турском и језику кримских Татара овај град се и данас зове Акјар (Akyar, Aqyar). Име граду Севастопољ је 1784. дао кнез Григориј Потемкин.
Реч Севастопољ је спој две грчке речи: севастос (σεβαστóς) и полис (πóλις). У доба старог Рима два места су имала ово име; једно у Малој Азији, а друго у Тракији. Тада је коришћена и титула севастос за цара у значењу „величанство“ или „светост“. Севастопољ, дакле, значи „величанствени град“ или „царски град“.

## Географија

### Положај
Севастопољ се налази на југозападу Крима. Главни од многобројних залива дели град на јужни и северни део. У јужном делу се на више брежуљака простире центар града. Градско подручје је широко и има педесетак километара у пречнику.

### Клима
Клима у Севастопољу је скоро суптропска. Планине штите град од хладнијих ваздушних маса са севера, тако да је ваздух сув. Годишња количина падавина је 500 до 700 милиметара. Лети се температуре пењу до 40 степени, али је увек присутан и лак ветар са мора. Зимске температуре су између -2 и 7 степени. Луке на Црном мору се зими често заледе, али то у Севастопољу није случај.
| Клима Севастопоља                               | Клима Севастопоља | Клима Севастопоља | Клима Севастопоља | Клима Севастопоља | Клима Севастопоља | Клима Севастопоља | Клима Севастопоља | Клима Севастопоља | Клима Севастопоља | Клима Севастопоља | Клима Севастопоља | Клима Севастопоља | Клима Севастопоља |
| Показатељ \ Месец                               | .Јан.             | .Феб.             | .Мар.             | .Апр.             | .Мај.             | .Јун.             | .Јул.             | .Авг.             | .Сеп.             | .Окт.             | .Нов.             | .Дец.             | .Год.             |
| ----------------------------------------------- | ----------------- | ----------------- | ----------------- | ----------------- | ----------------- | ----------------- | ----------------- | ----------------- | ----------------- | ----------------- | ----------------- | ----------------- | ----------------- |
| Средњи максимум, °C (°F)                        | 5,9 (42,6)        | 6,0 (42,8)        | 8,9 (48)          | 13,6 (56,5)       | 19,2 (66,6)       | 23,5 (74,3)       | 26,5 (79,7)       | 26,3 (79,3)       | 22,4 (72,3)       | 17,8 (64)         | 12,3 (54,1)       | 8,1 (46,6)        | 15,9 (60,6)       |
| Средњи минимум, °C (°F)                         | −0,2 (31,6)       | −0,4 (31,3)       | 2,0 (35,6)        | 6,1 (43)          | 11,1 (52)         | 15,5 (59,9)       | 18,2 (64,8)       | 17,9 (64,2)       | 13,9 (57)         | 9,9 (49,8)        | 5,4 (41,7)        | 2,0 (35,6)        | 8,5 (47,3)        |
| Извор: База данных погоды, Туристический портал |                   |                   |                   |                   |                   |                   |                   |                   |                   |                   |                   |                   |                   |

## Историја
Приобално подручје Крима населили су грчки колонисти још у 7. веку п. н. е. У близини данашњег центра града колонисти из Милета су саградили емпорион, а у 5. веку п. н. е. досељеници из Хераклеје Понтике су претворили тврђаву Каламита у најзначајније насеље на Тауриди (тадашње име Крима). Под Римљанима и Византинцима сачувао се грчки карактер полуострва, све до најезде Татара у 14. веку. Када су Руси освојили Крим у 18. веку, град је поново основан 1783.
Због свог војног значаја, Севастопољ је био главна мета нападача у Кримском рату. После једанаестомесечне опсаде, тешко страдали град се предао 8. септембра 1855. Од тада није повратио пређашњи значај напредног трговачког града.

### У Совјетском Савезу
У Другом светском рату Севастопољ је важио за најјачу тврђаву на свету. Севастопољ је издржао интензивно немачко бомбардовање током тешких борби у 1941. и 1942. Због јаке утврђености града, Немци су га бомбардовали Тешким Густавом. Немачке трупе су га заузеле 1. јула 1942. после 250 дана опсаде. Тада је у граду преостало само 9 неоштећених зграда. Планирано је да се граду промени име у Теодорисхафен у случају немачке победе над Совјетским Савезом. Као и на остатку Крима, планирано је да се град колонизује немачким становништвом. Град је ослободила Црвена армија 9. маја 1944. Због интензивних борби Севастопољ је добио титулу „града хероја“ годину дана касније.
Никита Хрушчов је 1954. преместио Кримску област и Севастопољ из Руске у Украјинску Совјетску Републику у оквиру обележавања 300. годишњице Перејаславског споразума. Граду је 1957. припојено место Балаклава.
До 1991. Севастопољ је био затворени град. То је значило да су особе које нису биле локални становници морале да траже од власти привремену дозволу да посете град. Град је био директно подређен централним властима РСФСР, а не локалној области, а од 1978. био је директно подређен администрацији Украјинске ССР.

### Након распада СССР
Уговором са Русијом, који је требало да важи до 2047, Севастопољ је одређен као заједничка база руске и украјинске Црноморске флоте. Град је био под директном управом украјинске владе и није се налазио у саставу Аутономне Републике Крим. У Украјини је само још Кијев имао овакав посебан статус.
Услед немира у Украјини почетком 2014. године и свргавања проруских украјинских власти, у Севастопољу је 16. марта 2014. одржан референдум, на коме су становници Севастопоља гласали за припајање града Русији. 18. марта 2014. је Севастопољ ушао у састав Руске Федерације, као град са федералним статусом.

## Становништво

### Број становника
| 1939.   | 1959.   | 1970.   | 1979.   | 1989.   | 2001.   | 2012.   | 2014.   |
| ------- | ------- | ------- | ------- | ------- | ------- | ------- | ------- |
| 114.000 | 148.033 | 228.904 | 300.686 | 356.123 | 342.451 | 340.559 | 343.189 |

### Националност и језик
| Националност   | 1989. | 2001. | Матерњи језик    | 2001. |
| Руси           | 74,4% | 71,6% | Руски језик      | 90,6% |
| Украјинци      | 20,7% | 22,4% | Украјински језик | 6,8%  |
| Белоруси       | 1,9%  | 1,6%  | остали језици    | 2,6%  |
| Татари         | 0,3%  | 0,7%  |                  |       |
| Кримски Татари | 0,1%  | 0,5%  |                  |       |
| Јермени        | 0,1%  | 0,3%  |                  |       |
| Јевреји        | 0,7%  | 0,3%  |                  |       |
| Молдавци       | 0,3%  | 0,2%  |                  |       |
| Азери          | 0,1%  | 0,2%  |                  |       |

## Партнерски градови
- Санкт Петербург
- Галаци
- Петропавловск Камчатски
- Ферара
- Белгород
- Кронштат